# 土岐頼兼
土岐頼兼（とき よりかね）は、鎌倉時代末期の武将。土岐頼貞の十男。

## 概要
元亨4年9月19日（1324年10月7日）、頼兼は後醍醐天皇による鎌倉幕府打倒計画に参加し、日野資朝と俊基の招聘に応じて一族の多治見国長、土岐頼員(船木頼春)、深沢定氏、尾里國定、萩原孫次郎國實、猿子國行、市原國宗、足助氏の当主の足助貞親（加茂重成）らを率いて京都に上った。
『太平記』巻一「頼員回忠事」によれば頼兼らは三条堀川の宿所で、公家の尹師賢、四条隆資、洞院実世、平成輔、伊達優雅、法眼玄基も交えて無礼講による終夜の酒に酔っていたが、頼員（舟木頼春）がうかつにその計画を六波羅探題の奉行の斎藤利行の娘である妻に漏らしてしまったことから事前に露見し、
正中元年(1324年)9月19日の早朝に、六波羅探題の配下である小串範行ら3千余人によって襲撃を受けた。
頼兼はこの急襲の声に驚いて慌て騒いで、無防備であったが、共に寝ていた物馴れた遊女の機転により鎧・兜を身につけ、寝入っている者を起こすことができたという。頼兼は国長とともに少数の手勢を率いて六波羅の山本時綱の軍勢と4時間も敵を寄せ付けずに奮戦し、六波羅勢の死傷者は273人と伝わる。しかし激戦の末に多くは戦死し、残りは互いに刺し違えて亡くなった。頼兼は館の裏手破されたことから観念し、自害して果てた（正中の変）。
主な者の首は、六波羅探題の北条範貞に見せられた後に、謀反の見せしめと三条河原に晒し首にされた。
一人だけ命が助かった家臣の根竹十郎が夜陰に紛れて頼兼の首を奪い、密かに土岐郡に戻り、鶴ヶ城の東の隠れ洞に埋め、自分も自刃して果てたという。
「永保寺文書」によると、頼兼の首を奪った根竹十郎は南禅寺に逃れ、知僧に主君の回向を頼んで自刃した。2人の首は南禅寺によって土岐郡に届けられ、鶴ヶ城の東の隠れ洞に葬られたとされる。
頼兼の墓は、鶴ヶ城の東700mのところに位置し、自仞洞（じじんぼら）と呼ばれる山中に宝篋印塔2基と五輪塔4基がある。これらは北条氏が滅亡した後に、土岐頼貞によって建てられたと伝わる。
1905年11月18日、正四位を追贈された。

### トキドンの伝説
頼兼の妻の百合姫は、頼兼が出陣する際には泣かなかったが、正中の変が失敗して頼兼らが戦死し、義父の頼貞から北条氏の追手を避けるために身を隠すように言われ、子の頼古と僅かな供を連れて城を出て庄ヶ洞に移る時は、さすがに悲しくなり城を振り返っては「土岐殿」と泣いた。
以後、鶴ヶ城周辺に棲息するホトトギスは、「トキドン、トキドン」と鳴くようになったと言われ、百合姫と頼古は瑞浪市土岐町庄ヶ洞に隠れ住んだと伝えられている。
しかし鎌倉幕府から土岐氏に対する内偵や監視は行われていたが咎めは少なかった。
理由としては、頼兼の母が北条宗頼の娘であったことや、北条氏にとって姻族であった土岐氏を敵に回したくなかったことなどが考えられる。
元徳3年4月29日（1331年6月5日）から元弘3年6月5日（1333年7月17日）にかけて、鎌倉幕府打倒を掲げる後醍醐天皇の勢力と、幕府及び北条高時を当主とする北条得宗家の勢力の間で行われた元弘の乱では、父の頼貞が一族をあげて北条氏の追討戦に参加し勝利すると、百合姫と頼古は天下晴れての身の上となったようで、頼古の子の頼孝は鶴ヶ城主となっており、蔵人・右兵衛尉に任じられている。

## 関連リンク
- 土岐頼兼墓　瑞浪市公式サイト